# نیک‌تونز متحد شوید!
نیک تونز متحد شوید! (همچنین در مناطق پال نیز با نام باب اسفنجی و دوستان: متحد شوید! شناخته می‌شود) یک بازی ویدئویی در سال ۲۰۰۵ است که دارای شخصیت‌ها و سطوحی از باب اسفنجی شلوار مکعبی، دنی فانتوم، والدین نسبتاً عجیب و غریب و جیمی نوترون است. در بازی، بازیکن می‌تواند چهار شخصیت نیک تونز باب اسفنج شلوار مکعبی، جیمی نوترون، تیمی ترنر و دنی فانتوم) را کنترل کند زیرا آنها با هم کار می‌کنند تا یک نقشه شیطانی را که توسط شرور از سری هر شخصیت ساخته شده‌است متوقف کنند. نسخه ایکس باکس برنامه‌ریزی شده بود، اما در حال توسعه لغو شد.
این بازی به‌طور کلی با بازبینی‌های مختلفی روبرو شد و سه دنباله را ایجاد کرد: نیک تونز: نبرد برای جزیره وُلکانو، نیک تونز: حمله توی بات و باب اسفنجی شلوار مکعبی همراه با نیک تونز: گلوبس دوم.

## گیم پلی
در نسخه کنسول، بازیکن می‌تواند با سه کامپیوتر و هیچ بازیکن انسانی دیگر یا با یک یا دو دوست با کامپیوتر (های) باقیمانده بازی کند. می‌توان توانایی‌هایی را تغییر داد که چندین کاربرد دارند. همچنین مواردی وجود دارد که فقط یک شخصیت خاص می‌تواند انجام دهد. به عنوان مثال، باب اسفنجی برای استفاده از بمب‌های حباب برای منفجر کردن ستون مورد نیاز است، دنی برای استفاده از Ghostly Wail روی برخی از لیوان‌ها، تیمی برای استفاده از Freeze Glove برای یخ زدن مقداری آب مورد نیاز است، یا جیمی باید با استفاده از نوترون برخی چیزها را شلیک کند شعله‌ور شدن
Goddard را می‌توان در هر چهار جهان (و به طرز عجیبی درون خود) یافت، بنابراین می‌تواند سلاح‌ها و توانایی‌های بازیکن را ارتقا دهد.
نسخه نینتندو دی اس یک پلتفرمر کامل سه بعدی است که در آن بازیکن هر بار یکی از چهار کاراکتر را کنترل می‌کند، که هر لحظه می‌تواند از طریق صفحه لمسی انتخاب شود، در حالی که نسخه گیم بوی ادونس یک پلت فرم ۲ دی است که در آن بازیکن باید بین دو شخصیت جایگزین شود در ابتدای سطح به منظور پیشرفت داده شده‌است. از اسپریت‌های سه بعدی پیش ساخته ارائه شده بر اساس مدل‌های نسخه نینتندو دی اس استفاده می‌کند.

## طرح
این گیمر ابتدا با باب اسفنجی آشنا می‌شود، که متوجه می‌شود پلانکتونجای بیکینی باتم را گرفته‌است. سپس گدارارد (سگ رباتیک جیمی نوترون) از یک پورتال خارج می‌شود و پیامی را از جیمی نوترون به باب اسفنجی نشان می‌دهد. او به دنبال گدارارد از طریق پورتال، با جیمی، دنی فانتوم و تیمی ترنر آشنا می‌شود. جیمی برای سالم نگه داشتن او باب اسفنجی را با رطوبت خود بازسازی می‌کند. سپس جیمی توضیح می‌دهد که آخرین اختراع وی، دستگاه جهانی پورتال (دستگاهی برای بازکردن پورتال‌ها به ابعاد دیگر) توسط پروفسور کپی شده‌است. کالامیتوس، که با استفاده از آن سندیکا را با پلانکتون، ولاد پلاسموس و دنزل کراکر تشکیل داد. آنها قبلاً برای نقشه اصلی خود سرقت انرژی از هر جهان خود را آغاز کرده‌اند. از آنجا که لانه کالامیتوس (دشمن جیمی نوترون) پیدا نمی‌شود، ابتدا با جلوگیری از سیفون کردن انرژی دیگر سندیکا با دنیای دیگر شروع می‌کنند.

## بازخورد
| گردآورنده | امتیاز           |
| --------- | ---------------- |
| متاکریتیک | ۵۳/۱۰۰ (PS2/NDS) |

| ناشر              | امتیاز                              |
| ----------------- | ----------------------------------- |
| گیم‌اسپات          | ۵٫۶/۱۰ (DS)                         |
| گیم‌زون            | ۶٫۸/۱۰ (PS2) ۶/۱۰ (GBA) ۶٫۵/۱۰ (DS) |
| آی‌جی‌ان            | ۵/۱۰ (DS)                           |
| اوپی‌ام (بریتانیا) | ۴/۱۰                                |

تمام نسخه‌های بازی عموماً نقد و بررسیهای متفاوتی داشتند و بیشتر به دلیل یکنواختی گیم پلی مورد انتقاد قرار می‌گرفتند. در یک بررسی آی جی ان، مارک بوزن به نسخه دی اس بازی ۵/۱۰ ستاره داد و اظهار داشت که مفهوم کراس اوور «در بازی‌های قبلی بسیار بهتر» انجام شده‌است. در یک بررسی مثبت تر برای نسخه پلی استیشن ۲، گیم زون اظهار داشت که «اگرچه تا حدودی تکراری است، اما طرح‌های خطی و کنترل‌های ساده بازیکنان را به خود جلب می‌کند و کار کردن در سطوح کار سختی نیست.» متاکریتیک تجمع نظرات بر اساس ۸ بررسی، امتیاز ۵۳ از ۱۰۰ را به نسخه پلی استیشن ۲ بازی داد.